# Чайкина, Елизавета Ивановна
Елизаве́та Ива́новна Ча́йкина (чаще всего упоминается как Ли́за Ча́йкина; 28 августа 1918, деревня Руно, Тверская губерния — 23 ноября 1941, Пено, Калининская область) — секретарь Пеновского подпольного райкома комсомола Калининской области, одна из организаторов партизанского отряда в годы Великой Отечественной войны. Герой Советского Союза (1942, посмертно).

## Биография
Родилась 28 августа 1918 года в деревне Руно ныне Пеновского района Тверской области.
Член ВКП(б) с 1939 года. В 1939 году избрана секретарём Пеновского райкома комсомола. В 1941 году Лиза направлена на областные курсы партийных и комсомольских работников в город Калинин (ныне Тверь).
Во время Великой Отечественной войны секретарь Пеновского райкома ВЛКСМ Лиза Чайкина возглавляла подпольную организацию молодёжи, принимала активное участие в операциях партизанского отряда, действовавшего на территории Калининской области.

### Плен и казнь
С 12 по 21 ноября 1941 года она посетила 14 деревень. По пути в Пено она зашла на хутор Красное Покатище с целью разведки численности вражеского гарнизона. Там она остановилась на ночлег, в доме своей подруги-подпольщицы Маруси Купоровой. Утром дом был окружён гитлеровцами. Сообщается, что Чайкину выследил Тимофей Колосов, назначенный немцами старостой. Дом Купоровых подожгли, Лиза бежала. Девушка добралась до кромки леса, когда один из преследователей крикнул: «Не остановишься — расстреляем всех, кто живет на хуторе!». И Чайкина вернулась. Но семью Купоровых за укрывательство партизанки всё равно расстреляли. Лизу увезли в райцентр, и начались допросы. От неё требовали назвать имена подпольщиков, рассказать всё, что ей известно о партизанском отряде. Немецкий офицер был поставлен в тупик. Староста Тимофей Колосов уверял, что девушка, которую он выдал, — местный комсомольский секретарь Лиза Чайкина, но сама она повторяла: «Иванова из Ленинграда». Колосова заподозрили в обмане, так как за поимку партизан была назначена награда. Но в дело вмешалась местная спекулянтка Арина Круглова, которая заявила: «Да кто ж её не знает? Это Лизка Чайкина, их вожак комсомольский!». И 23 ноября 1941 года Лизу казнили на глазах местных жителей.

## Признание
Указом Президиума Верховного Совета СССР «О присвоении звания Героя Советского Союза тов. Чайкиной Е. И.» от 6 марта 1942 года за «отвагу и геройство, проявленные в партизанской борьбе в тылу против немецких захватчиков» удостоена посмертно звания Героя Советского Союза. Также Лиза Чайкина была награждена орденом Ленина.
Похоронена в сквере в посёлке Пено.

## Награды
- Медаль «Золотая Звезда» Героя Советского Союза (6 марта 1942, посмертно);
- Орден Ленина (6 марта 1942, посмертно).

## Память

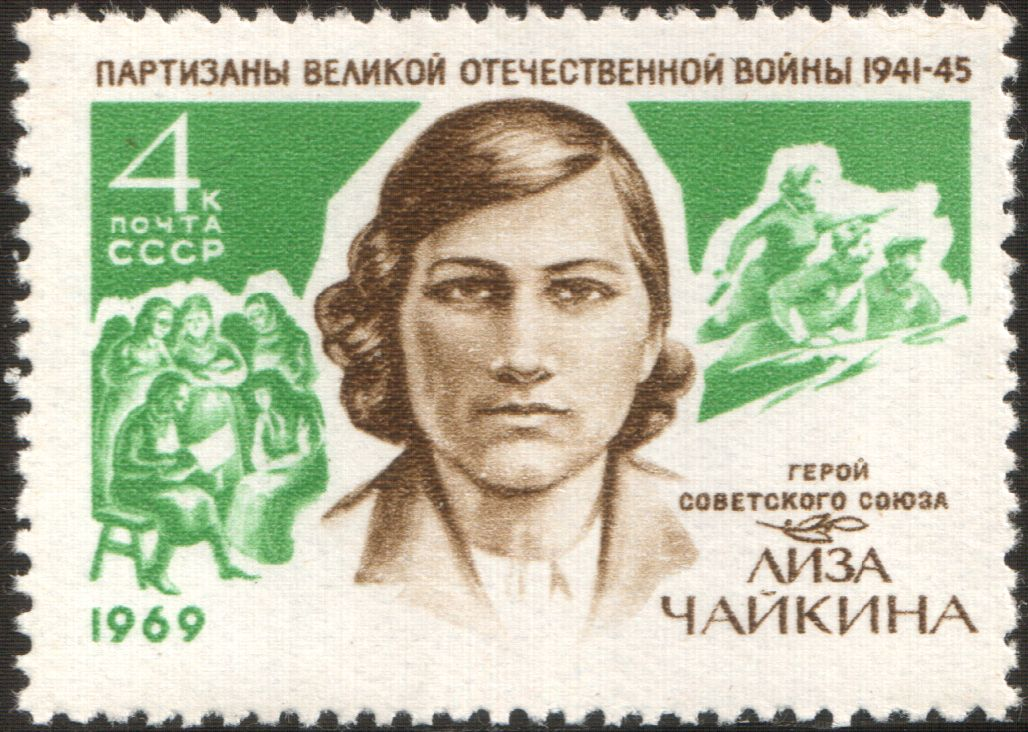
Почтовая марка СССР

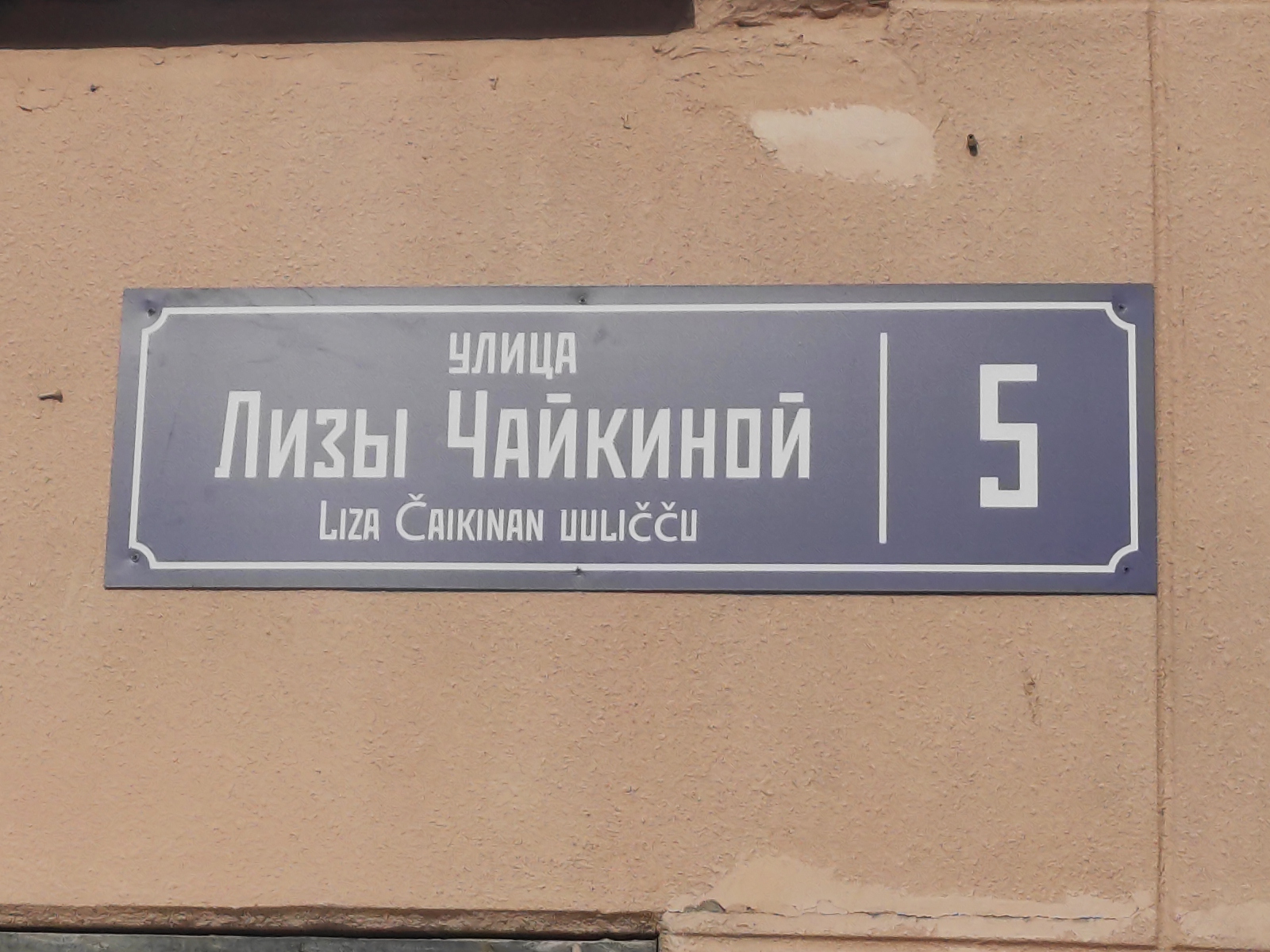
Адресная табличка на улице Лизы Чайкиной в Петрозаводске

В Армении, в городе Ереван, поблизости Детской Железной дороги установлен памятный родник Лизе Чайкиной.
- В 1942 году именем Чайкиной названа комсомольско-молодёжная партизанская бригада, в 1943 — эскадрилья самолётов 630-го (147-го) гвардейского истребительного авиаполка.
- Имя партизанки носит Музейно-выставочный центр имени Лизы Чайкиной в Твери[4].
- В 1942 году на передвижной выставке Омских художников для госпиталей К. П. Белов представил живописное полотно «Лиза Чайкина».
- В 1945 году комсорг 705-го полка, установившего Знамя Победы, Николай Беляев написал на стене Рейхстага «Наша Лиза» в память о Лизе Чайкиной, с которой он был знаком до войны[5].
- 3 мая 1946 года германский пароход «Heinrich Arp», переименованный в 1945 году в «Empire Connemara», был передан на реке Клайд Советскому Союзу и переименован в «Лизу Чайкину». Пароход упомянут в нескольких книгах советских авторов, в конце своей жизни перевозил заключённых на Дальнем Востоке.
- Улицы во многих городах России, Беларуси, Казахстана и Украины.
- В честь Лизы Чайкиной назван теплоход, курсирующий по озеру Селигер.
- Один из речных трамваев Нижне-Волжского пароходства до мобилизации в августе 1942 года носил имя Лизы Чайкиной. После мобилизации судно было переклассифицировано в катер-тральщик с присвоением номера 313 и включено в состав Волжской флотилии.
- В 1970 годы вдоль южного берега Крыма курсировал теплоход «Лиза Чайкина» (проект 1430).
- В 1978, 2018 годах изданы художественные маркированные конверты, посвящённые героине[6].
- В её честь установлен памятник в Омске (скульптор А. А. Цымбал), во Владивостоке, в городе Малая Вишера у швейной фабрики, бюст на ул. Набережная д.1 (у школы № 13), (Красноармейский переулок), бюст в Минске. В мае 2013 года в честь Лизы Чайкиной установлена мемориальная доска в Петрозаводске.
- В 1944 году на месте гибели партизанки установлен бюст Чайкиной (скульптор Н. В. Томский).
- В 1981 году проведена реконструкция мемориального комплекса в Пено.
- В 1973 году в посёлке Пено был открыт дом-музей Л. И. Чайкиной. В его экспозиции более 900 экспонатов. Уникальной является коллекция личных вещей Лизы, переданная в музей её сестрой[7].
- Традиционный международный турнир по плаванию имени Лизы Чайкиной проводится с 1981 года. Турнир проходит в 25-метровом бассейне «Янтарь» в Минске.
- В год 90-летия со дня рождения учреждена Премия имени Лизы Чайкиной[8].
- Имя Е. И. Чайкиной присвоено средней школе № 20 в Гродно[9].
- Памятный знак в Тольятти на улице Лизы Чайкиной.
- Имя Героя присвоено пионерской дружине ГУО "Клястицкая средняя школа Россонского района".

### В искусстве
- В 1942 году скульптор Мария Рындзюнская выполнила скульптуру Лизы Чайкиной (находится в собрании Музея изобразительных искусств Республики Карелия)[10].

Подвигу Чайкиной посвящён
- роман Н. З. Бирюкова «Чайка»,
- поэма М. И. Комиссаровой «Лиза Чайкина»[11],
- цикл стихотворений Михаила Светлова.
- композитором Маргаритой Кусс написана поэма для симфонического оркестра «Чайка», 1950 г.

В 1950-е годы в Китайской Народной Республике специальным постановлением массовым тиражом были изданы и рекомендованы для духовно-нравственного, патриотического воспитания две популярные русские книги: «Как закалялась сталь» Николая Островского и «Чайка» Николая Бирюкова.